# Косплей
Коспле́й (яп. コスプレ, косупуре, скорочено від англ. costume play — «костюмована гра») — один із видів перформансу, який полягає у відображенні в режимі реального часу певних відомих персонажів чи ідей за допомогою костюму та характерних аксесуарів. Сучасний косплей виник в Америці у середовищі фанатів аніме та манґи; саме тому зазвичай головним джерелом такого перевтілення є манґа, аніме, відеоігри, токусацу або історичні фільми про самураїв. Іншими прототипами можуть бути j-rock/j-pop-гурти, представники Visual Kei тощо.

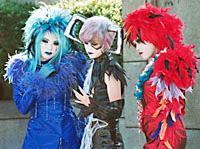
Косплей підлітків із Токіо музичного гурту Malice Mizer

Учасники косплею ототожнюють себе з якимось персонажем, називаються його ім'ям, носять аналогічний одяг, використовують аналогічні мовні звороти. Часто під час косплею розігрується рольова гра. Костюми зазвичай шиють самостійно, однак вони також можуть бути замовлені в ательє чи куплені готовими (в Японії, наприклад, виробництво костюмів і аксесуарів доволі добре налагоджене), хоча це для косплею нехарактерне.